# Kurt Loder
Kurt Loder (Ocean City, Nueva Jersey, 5 de mayo de 1945) es un crítico de cine, autor y columnista estadounidense. En la década de 1980 fue editor en jefe de la revista Rolling Stone. Ha escrito artículos en publicaciones como Reason, Esquire, Details, New York y Time. Ha realizado cameos en series de televisión y películas. Antes de trabajar con Rolling Stone, Loder había sido editor de la revista Circus. Durante la década de 1980 fue presentador del programa MTV News y apareció en otras producciones de la cadena MTV, además de la aparición en un episodio titulado Kiki y Sharona de la exitosa serie juvenil de Nickelodeon, Kenan & Kel.